# بول جليسون (ممثل)
بول جليسون (بالإنجليزية: Paul Gleeson)‏ هو ممثل أسترالي، ولد في 7 ديسمبر 1987 في أستراليا.

## أعمال

### أفلام
- (1998) الخط الأحمر الرفيع[4]

## وصلات خارجية
- بول جليسون على موقع IMDb (الإنجليزية)
- بول جليسون على موقع قاعدة بيانات الأفلام العربية
- بول جليسون على موقع ألو سيني (الفرنسية)
- بول جليسون على موقع أول موفي (الإنجليزية)
- بول جليسون على موقع قاعدة بيانات الفيلم (الإنجليزية)
- بول جليسون على موقع كينوبويسك (الروسية)